# Уго Сотил
У́го Алеха́ндро Соти́л Йере́н (на испански: Hugo Alejandro Sotil Yerén; 8 март 1949, Ика – 30 декември 2024, Лима), или просто Уго Сотил, е перуански футболист с прякор „Ел Чоло“. Сотил е играл като нападател и полузащитник. Един от най-силните играчи на своето време и в историята на Перуанския футбол, заедно с Теофило Кубиляс и Ектор Чумпитас.
От 1973 до 1976 играе в „Барселона“, където прави отличен тандем с Йохан Кройф. На Световното първенство по футбол в Мексико е част от отбора на Перу, който побеждава България с 3:2.

## Успехи
Алианса (Лима)
- Примера дивисион
  -  Шампион (2): 1977, 1978
- Кампеонато Метрополитано
  -  Шампион (1): 1978

 Барселона
- Примера дивисион
  -  Шампион (1): 1973/74
  -  Вицешампион (1): 1975/76
- Купа Жоан Гампер
  -  Носител (4): 1973, 1974, 1975, 1976
- Купа на краля
  -  Финалист (1): 1973/74

 Депортиво Мунисипал (Лима)
- Примера дивисион
  -  Вицешампион (1): 1981
- Сегунда дивисион
  -  Шампион (1): 1968

 Лос Еспартанос (Пакасмайо)
- Купа на Перу
  -  Носител (1): 1984

 Перу
- Копа Америка
  -  Победител (1): 1975

Индивидуални
- Футболист на годината в Перу (2): 1973, 1974
- Участник в Символичната единадесеторка на Южна Америка (1): 1973[2]